# Parnassius epaphus
Parnassius epaphus är en fjärilsart som beskrevs av Charles Oberthür 1879. Parnassius epaphus ingår i släktet Parnassius och familjen riddarfjärilar. Inga underarter finns listade i Catalogue of Life.

## Bildgalleri

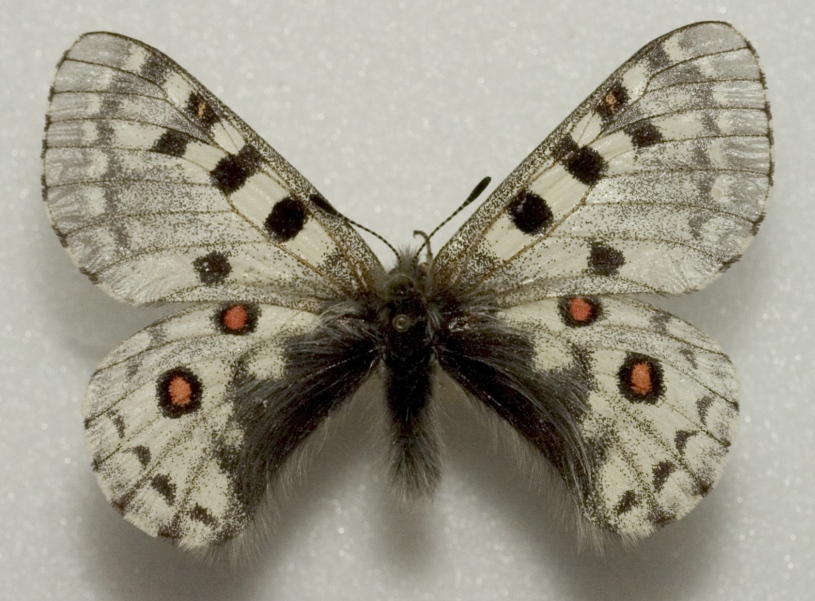
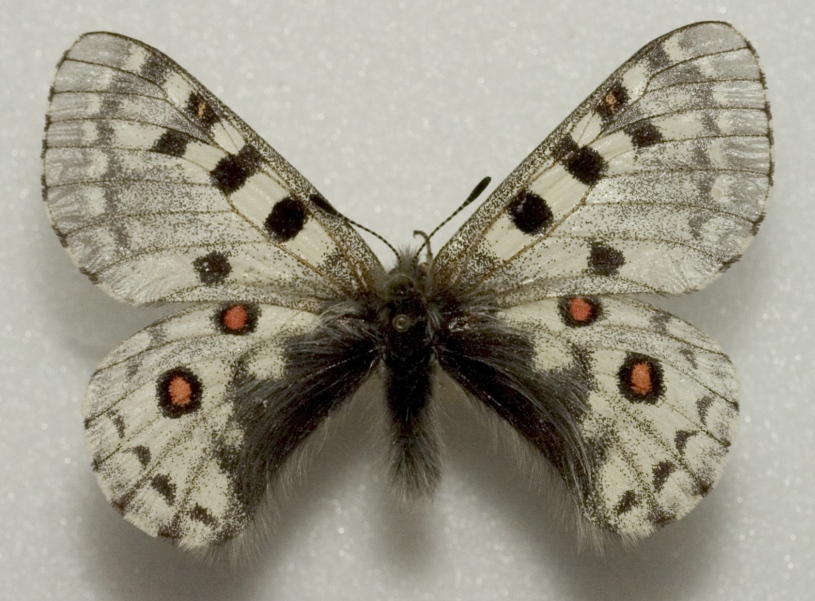